# الانتخابات البرلمانية السودانية 1953
أجريت الانتخابات البرلمانية في السودان يومي 2 و25 نوفمبر 1953، قبل تنفيذ الحكم الداخلي. وكانت النتيجة فوز الحزب الوطني الاتحادي، الذي حصل على 51 من أصل 97 مقعدًا في البرلمان. حصل الحزب الوطني على الأغلبية في مجلس الشيوخ، حين فاز بـ21 مقعدًا من أصل 30 مقعدًا تم انتخابه بشكل غير مباشر (تم انتخابه من قبل المجالس المحلية والإقليمية)، وتم ترشيح 10 من أصل 20 عضوًا لمجلس الشيوخ من قبل الحاكم العام البريطاني. ومع أن حزب الأمة وبعض الصحف البريطانية زعموا أن مصر تدخلت في الانتخابات، إلا أنها كانت تعتبر عمومًا حرة ونزيهة.

## النتائج

### البرلمان
| الحزب                                     | الحزب                       | الأصوات | % | المقاعد |
| ----------------------------------------- | --------------------------- | ------- | - | ------- |
|                                           | الحزب الوطني الاتحادي       | 229221  |   | 51      |
|                                           | حزب الأمة                   | 190822  |   | 22      |
|                                           | الحزب الجنوبي               |         |   | 9       |
|                                           | الحزب الجمهوري الاشتراكي    |         |   | 3       |
|                                           | الجبهة المعادية للإستعمار   |         |   | 1       |
|                                           | المستقلين                   |         |   | 11      |
| المجموع                                   | المجموع                     |         |   | 97      |
| الناخبين المسجلين / الاقبال               | الناخبين المسجلين / الاقبال | 1687000 |   | -       |
| المصدر: Nohlen et al.، Sternberger et al. |                             |         |   |         |

### مجلس الشيوخ
| الحزب                                     | الحزب                       | الأصوات | %    | المقاعد           | المقاعد | المقاعد |
| الحزب                                     | الحزب                       | الأصوات | %    | انتخاب غير مباشر، | المعين  | المجموع |
| ----------------------------------------- | --------------------------- | ------- | ---- | ----------------- | ------- | ------- |
|                                           | الحزب الاتحادي الوطني       |         |      | 21                | 10      | 31      |
|                                           | حزب الأمة                   |         |      | 4                 | 4       | 8       |
|                                           | الحزب الجنوبي               |         |      | 3                 | 3       | 6       |
|                                           | الحزب الجمهوري الاشتراكي    |         |      | 1                 | 0       | 1       |
|                                           | المستقلين                   |         |      | 1                 | 3       | 4       |
| المجموع                                   | المجموع                     | 4092    |      | 30                | 20      | 50      |
| الناخبين المسجلين / الاقبال               | الناخبين المسجلين / الاقبال | 4926    | 83.1 | -                 | -       | -       |
| المصدر: Nohlen et al.، Sternberger et al. |                             |         |      |                   |         |         |